# Сажина, Анна Ивановна
А́нна Ива́новна Са́жина (15 июля 1919 года, с. Чухлом, Усть-Сысольский уезд, Северо-Двинская губерния, РСФСР — 30 мая 1990 года, г. Сыктывкар, Коми АССР, РСФСР, СССР) — советский хозяйственный, государственный и политический деятель, депутат Совета Национальностей Верховного Совета СССР 2-го созыва от Коми АССР.

## Биография
Родилась в 1919 году в селе Чухлом в семье крестьян-середняков. Беспартийная.
С 1931 года — на хозяйственной, общественной и политической работе. В 1931—1950 гг. — возчица в Чухломском лесопункте, колхозница, счетовод, председатель колхоза Ягдор Чухломского сельского совета Сысольского района Коми АССР.
Избиралась депутатом Совета Национальностей Верховного Совета СССР 2-го созыва от Сысольского избирательного округа № 480 Коми АССР, была выдвинута кандидатом в депутаты коллективами колхозов «Ягдор» и «Луч», Визингской МТС, Визингского райпромкомбината и Ниашорского лесоучастка.
Умерла в Сыктывкаре в 1990 году.